# Rasmus Jarlov
Rasmus Jarlov (født 29. april 1977) er en dansk politiker der var Danmarks erhvervsminister fra juni 2018 til juni 2019, og som er medlem af Folketinget for Det Konservative Folkeparti. Jarlov sad første gang i Folketinget som suppleant fra 2010 til 2011. Han opnåede ikke valg ved Folketingsvalget 2011, men ved valget i 2015 blev han valgt ind for de Konservative. 
Han udnævntes til erhvervsminister efter Brian Mikkelsens afgang den 21. juni 2018.

## Baggrund
Rasmus Jarlov blev født i Aarhus som søn af Carsten Jarlov og Lisbeth Jarlov. 
Rasmus Jarlov blev matematisk student fra Ordrup Gymnasium i 1996 og cand.merc. i anvendt økonomi og finansiering fra Copenhagen Business School i 2003. 
Mellem 1996 og 1998 var han reserveofficer.
I 2004 blev Jarlov ansat i Novo Nordisk, hvor han indtil 2006 var i deres "graduate program". 
I 2007 blev han teamleder, en stilling han havde frem til 2010.
Efter at han forlod Folketinget ved Folketingsvalget 2011, startede han vognmandsvirksomheden Hamlet Tours, der udbyder sightseeing-ture til fortrinsvis historiske destinationer. Virksomheden eksisterer stadig
Virksomhedens bus brændte ned i november 2014.
Jarlov er desuden forelæser i finansiering på Copenhagen Business School. I 2007 blev han optaget som medlem nr. 367 i De Berejstes Klub og har i skrivende stund besøgt 150 forskellige lande.

## Politik
Jarlovs politiske karriere begyndte som folketingskandidat for Det Konservative Folkeparti i Bispeengkredsen i 2005, hvor han blev 2. suppleant. Han stillede op igen ved folketingsvalget 2007, denne gang i Rødovrekredsen, hvor han blev 1. suppleant.[kilde mangler]
Han stillede i 2009 op til Københavns Kommunes borgerrepræsentation og blev valgt med over 2.000 personlige stemmer.
Da Henrik Rasmussen 31. august 2010 nedlagde sit mandat, blev Rasmus Jarlov medlem af Folketinget. Han har været Konservatives kirke- og uddannelsesordfører.[kilde mangler]
Jarlov blev ikke genvalgt ved Folketingsvalget 2011.
Med 3.372 personlige stemmer havde han blandt de konservative modtaget næstflest personlige stemmer i Københavns Storkreds efter Per Stig Møller.
Ved folketingsvalget 2015 kandiderede Jarlov for Det Konservative Folkeparti i Lyngbykredsen og Rødovrekredsen. Han blev igen valgt ind i Folketinget ved valget den 18. juni 2015 med 3419 personlige stemmer.
Den 20. juni 2018 annoncerede statsminister Lars Løkke Rasmussen, at Brian Mikkelsen stoppede som erhvervsminister for at blive direktør i interesseorganisationen Dansk Erhverv. 
Samme dag blev det oplyst. at Rasmus Jarlov ville blive udnævnt til ny erhvervsminister. Han tiltrådte som minister den 21. juni 2018.Ved folketingsvalget 2019 fik Jarlov 10.270 personlige stemmer.
Rasmus Jarlov har blandt andet agiteret mod Ungdomshuset
og for kørselsformidlingsselskabet Uber, hvor han mente at firmaet var "til gavn for forbrugerne".
Det var på et tidspunkt hvor anklagemyndigheden havde rejst tiltale mod Uber for medvirken til overtrædelse af Taxaloven.
I oktober 2024 meddelte han, at han ikke genopstiller ved næste folketingsvalg.
Han blev i marts 2025 dekoreret med ridderkorset.